# Pawieł Zdrodowski
Pawieł Feliksowicz Zdrodowski (ros. Павел Феликсович Здродовский, ur. 4 maja?/16 maja 1890 w Uralsku, zm. 24 lipca 1976 w Moskwie) – radziecki mikrobiolog i immunolog.

## Życiorys
W 1914 ukończył studia na Wydziale Medycznym Uniwersytetu Kazańskiego, w 1920 został doktorem nauk medycznych, w latach 1920–1922 jako epidemiolog służył w Armii Czerwonej, jednocześnie wykładał mikrobiologię na uniwersytecie w Rostowie nad Donem. Następnie, od 1922 do 1930 był dyrektorem założonego z jego inicjatywy Instytutu Mikrobiologii i Higieny w Baku, a jednocześnie asystentem, adiunktem i kierownikiem działu mikrobiologii Uniwersytetu Bakijskiego. Od 1930 pracował w Instytucie Medycyny Eksperymentalnej w Leningradzie, gdzie kierował sektorem epidemiologii. Publikował prace z dziedziny walki z epidemiami. W nocy na 30 października 1938 został aresztowany i osadzony w więzieniu Butyrki, 15 maja 1938 skazany przez Izbę Wojskową Sądu Najwyższego ZSRR na 15 lat więzienia i 5 lat utraty praw i konfiskatę mienia. Od lipca 1941 w łagrze, w którym był więziony, pracował jako sanitariusz; 6 listopada 1944 został zwolniony. Od 1945 kierował działem eksperymentalnej patologii i immunologii w Instytucie Epidemiologii i Mikrobiologii, jednocześnie był akademikiem Akademii Nauk Medycznych ZSRR. Napisał wiele prac z dziedziny immunologii. Był doktorem honoris causa Krakowskiej Akademii Medycznej, honorowym członkiem Towarzystwa Patologii Tropikalnej Francji i laureatem nagrody Francuskiej Narodowej Akademii Medycyny.

## Odznaczenia i nagrody
- Medal Sierp i Młot Bohatera Pracy Socjalistycznej (15 maja 1970)
- Order Lenina
- Order Czerwonego Sztandaru Pracy (dwukrotnie)
- Nagroda Leninowska (1959)
- Nagroda Stalinowska (1949)
- Złoty Medal im. Miecznikowa Akademii Nauk Medycznych ZSRR (1967)

I inne.